# Муил, Алекс
А́лекс Му́ил (англ. Alex Muyl; 30 сентября 1995, Нью-Йорк) — американский футболист, полузащитник клуба MLS «Нэшвилл».

## Клубная карьера
С 2011 по 2013 годы Муил находился в системе академии «Нью-Йорк Ред Буллз», выиграв с командами до 17 и до 19 лет два национальных чемпионата, и становясь в обоих сезонах лучшим бомбардиром команды. С 2013 по 2015 годы он обучался в Джорджтаунском университете, где также выступал за университетскую команду, за которую сыграл 62 матча и забил 12 голов в NCAA.
22 декабря 2015 года Муил был подписан «Нью-Йорк Ред Буллз» в качестве доморощенного игрока. Его профессиональный дебют состоялся 26 марта 2016 года в матче за фарм-клуб «Нью-Йорк Ред Буллз II» в игре с «Торонто II» в United Soccer League. 9 апреля он впервые вышел на поле в матче MLS, заменив на 85-й минуте Дэкса Маккарти во встрече со «Спортингом Канзас-Сити». На следующий день забил свой первый гол в профессиональной карьере, отличившись в матче «Нью-Йорк Ред Буллз II» с «Бетлехем Стил». Свой первый гол в MLS забил 21 мая 2016 года в дерби с «Нью-Йорк Сити». 9 мая 2019 года Муил подписал новый многолетний контракт с «Нью-Йорк Ред Буллз».
13 августа 2020 года Муил был обменян в «Нэшвилл» на места иностранного игрока в сезонах 2020 и 2021 с возможной доплатой $50 тыс. в общих распределительных средствах в сезоне 2021 в зависимости от достижения игроком определённых показателей. За «Нэшвилл» дебютировал 26 августа в матче против «Орландо Сити». 8 мая 2021 года в матче против «Нью-Инглэнд Революшн» забил свой первый гол за «Нэшвилл».

## Международная карьера
В 2013 году Муил в составе юношеской сборной США до 18 лет принимал участие в Молочном кубке в Северной Ирландии. Также он вызывался в тренировочные лагеря национальных сборных США до 20 и до 23 лет.

## Достижения
Командные
 «Нью-Йорк Ред Буллз II»
- Чемпион USL: 2016
- Победитель регулярного чемпионата USL: 2016

 «Нью-Йорк Ред Буллз»
- Победитель регулярного чемпионата MLS: 2018

## Статистика выступлений
| Выступление           | Выступление      | Выступление      | Лига | Лига | Плей-офф | Плей-офф | Кубок | Кубок | ЛЧ КОНКАКАФ | ЛЧ КОНКАКАФ | Итого | Итого |
| Клуб                  | Лига             | Сезон            | Игры | Голы | Игры     | Голы     | Игры  | Голы  | Игры        | Голы        | Игры  | Голы  |
| --------------------- | ---------------- | ---------------- | ---- | ---- | -------- | -------- | ----- | ----- | ----------- | ----------- | ----- | ----- |
| Нью-Йорк Ред Буллз    | MLS              | 2016             | 27   | 2    | 2        | 0        | 1     | 0     | 3           | 1           | 33    | 3     |
| Нью-Йорк Ред Буллз    | MLS              | 2017             | 30   | 3    | 1        | 0        | 4     | 0     | 1           | 0           | 36    | 3     |
| Нью-Йорк Ред Буллз    | MLS              | 2018             | 30   | 3    | 4        | 1        | 1     | 0     | 5           | 0           | 40    | 4     |
| Нью-Йорк Ред Буллз    | MLS              | 2019             | 24   | 3    | 1        | 0        | 1     | 0     | 3           | 0           | 29    | 3     |
| Нью-Йорк Ред Буллз    | MLS              | 2020             | 2    | 0    | —        | —        | —     | —     | —           | —           | 2     | 0     |
| Нью-Йорк Ред Буллз    | Итого            | Итого            | 113  | 11   | 8        | 1        | 7     | 0     | 12          | 1           | 140   | 13    |
| Нью-Йорк Ред Буллз II | USLC             | 2016             | 5    | 1    | —        | —        | —     | —     | —           | —           | 5     | 1     |
| Нью-Йорк Ред Буллз II | USLC             | 2017             | 1    | 0    | —        | —        | —     | —     | —           | —           | 1     | 0     |
| Нью-Йорк Ред Буллз II | USLC             | 2018             | 2    | 0    | —        | —        | —     | —     | —           | —           | 2     | 0     |
| Нью-Йорк Ред Буллз II | USLC             | 2020             | 1    | 0    | —        | —        | —     | —     | —           | —           | 1     | 0     |
| Нью-Йорк Ред Буллз II | Итого            | Итого            | 9    | 1    | —        | —        | —     | —     | —           | —           | 9     | 1     |
| Нэшвилл               | MLS              | 2020             | 18   | 0    | 3        | 0        | —     | —     | —           | —           | 21    | 0     |
| Нэшвилл               | MLS              | 2021             | 32   | 3    | 2        | 0        | —     | —     | —           | —           | 34    | 3     |
| Нэшвилл               | MLS              | 2022             | 17   | 2    | 0        | 0        | 3     | 0     | —           | —           | 20    | 2     |
| Нэшвилл               | Итого            | Итого            | 67   | 5    | 5        | 0        | 3     | 0     | —           | —           | 75    | 5     |
| Всего за карьеру      | Всего за карьеру | Всего за карьеру | 189  | 17   | 13       | 1        | 10    | 0     | 12          | 1           | 224   | 19    |